# Carlstads Tidningar
Carlstads tidningar var en dagstidning utgiven i Karlstad 1794-1804.
Tidningens titel var Carlstads Tidningar från 26 juli 1794 till 31 december samma år, sedan Carlstads Stifts- och Stads-Tidningar. 1795, 1796, från 13 januari 1798 till 7 april och från den 4 januari 1800 till 27 december 1800, varefter titeln ändrades till Carlstads Tidningar från den 3 januari 1801 till 29 december 1804.
Tidningen gavs ut av Johannes Laurentius Horrn junior. 1797 kom tidningen inte ut och 1798 upphörde den med nr 13 den 7 april till följd av kungörelsen av den 26 mars 1798. Sedan Horrn den 8 november 1798 erhållit privilegium på Carlstads Stifts- och Stads-Tidningar började tidningen åter utgivas fr. o. m. 1800. Tidningen införde vid prästmötet i Carlstad 1794 fattat beslut alt hvad som kan komma under namn af Stifts-nyheter, vilka meddelades redaktionen enligt domkapitlets förordnande av lektor Magnus Eurén, som i tidningen ändå förklarade, att han för övrigt inte hade någon befattning med denna tidning. En annan redaktör började 6 juli 1805 ge ut Carlstads Tidning.
Tidningen gavs ut en dag i veckan lördagar med 4 sidor i kvartoformat 14,8-15,8 x 11,1 cm. 24 nummer kom ut 1794, 51 nummer 1795, 44 nummer 1796 och 51-52 nummer i årgångarna 1800-1804.
Prenumeration kostade 16 skilling specie 1794 sedan 40 skilling specie 1795. I riksdaler 16 skilling 1800-1803 och 1 riksdaler banko 1804.
Tidningen trycktes i Karlstad hos Johannes Laurentius Horrn junior till 21 oktober 1803, därefter hos E. Nordholm 29 oktober 1803 till 12 oktober 1804 samt E. Höijer till tidningens upphörande. Typsnitt var frakturstil.